# Podlesie (rejon stołpecki)
Podlesie (biał. Падлессе, Padlessie; ros. Подлесье, Podlesje) – wieś na Białorusi, w obwodzie mińskim, w rejonie stołpeckim, w sielsowiecie Świerżeń Stary.

## Historia
W XIX i w początkach XX w. położone było w Rosji, w guberni mińskiej, w powiecie nowogródzkim, w gminie Horodziej.
W dwudziestoleciu międzywojennym wieś i dwa folwarki leżące w Polsce, w województwie nowogródzkim, w powiecie nieświeskim, w gminie Horodziej. Demografia w 1921 przedstawiała się następująco:
- wieś Podlesie – 407 mieszkańców, zamieszkałych w 83 budynkach, wyłącznie prawosławnych
- folwark Podlesie I – 16 mieszkańców, zamieszkałych w 1 budynku, w tym 11 rzymskich katolików i 5 prawosławnych
- folwark Podlesie II – 10 mieszkańców, zamieszkałych w 1 budynku, w tym 7 prawosławnych i 3 rzymskich katolików.

Wieś zamieszkiwali wyłącznie Białorusini, oba folwarki natomiast wyłącznie Polacy.
Po II wojnie światowej w granicach Związku Sowieckiego. Od 1991 w niepodległej Białorusi.

## Transport
Wieś leży pomiędzy drogą magistralną M1 a drogą republikańską R2. W pobliżu znajduje się węzeł drogi magistralnej M1 z drogą republikańską R11.